# Engram
Engram è il quarto album in studio del gruppo black metal/dark ambient finlandese Beherit, pubblicato nel 2009.

## Tracce
1. Axiom Heroine – 4:41
2. Destroyer of Thousand Worlds – 3:05
3. All in Satan – 3:33
4. Pagan Moon – 7:16
5. Pimeyden Henki – 4:45
6. Suck My Blood – 4:27
7. Demon Advance – 15:17